# Prefektura apostolska Yongzhou
Prefektura apostolska Yongzhou (łac. Praefectura Apostolica Yungchovensis) – rzymskokatolicka prefektura apostolska ze stolicą w Yongzhou, w prowincji Hunan, w Chińskiej Republice Ludowej.
Prefektura nie istnieje w strukturach Patriotycznego Stowarzyszenia Katolików Chińskich, które połączyło ją i 7 innych jednostek kościelnych w tej prowincji w diecezję Hunan ze stolicą w Changsha. Formalnie nastąpiło to w 1999.

## Historia
12 maja 1925 z mocy decyzji Piusa XI wyrażonej w brewe In omnes catholici erygowano prefekturę apostolską Yongzhou. Dotychczas wierni z tych terenów należeli do wikariatu apostolskiego Changsha (obecnie archidiecezja Changsha).
3 czerwca 1938 z prefektury apostolskiej Yongzhou wyodrębniono prefekturę apostolską Baojing.
Z 1950 pochodzą ostatnie pełne, oficjalne kościelne statystyki. Prefektura apostolska Yongzhou liczyła wtedy:
- 4 064 wiernych (0,1% społeczeństwa)
- 17 kapłanów (3 diecezjalnych i 14 zakonnych)
- 15 sióstr zakonnych
- 22 parafie.

Od zwycięstwa komunistów w chińskiej wojnie domowej w 1949 prefektura apostolska, podobnie jak cały prześladowany Kościół katolicki w Chinach, nie może normalnie działać. Prefekt apostolski bp Blasius Kurz OFM wyjechał w 1949 do Rzymu. Nie dane mu było powrócić do Chin. W 1958 Patriotyczne Stowarzyszenie Katolików Chińskich mianowało ks. Louisa Li Zhenlina swoim ordynariuszem w Yongzhou, mimo iż legalny prefekt apostolski nie zrzekł się tego urzędu. Li Zhenlin przyjął sakrę bez zgody papieża zaciągając na siebie ekskomunikę latae sententiae. Podjęcie współpracy z komunistami nie uchroniło go przed śmiercią w czasie rewolucji kulturalnej. PSKCh nigdy nie mianowało jego następcy, a w 1999 zlikwidowało prefekturę. Zostało to dokonane bez mandatu Stolicy Świętej, więc z kościelnego punktu widzenia działania te były nielegalne.
Brak jest informacji o jakimkolwiek prefekcie apostolskim z Kościoła podziemnego.

## Prefekci apostolscy
- o. Sebastian Großrubatscher OFM[6] (1926 - 1927)
  - Johannes Damascus Jesacher OFM[7] (1928 - 1931) administrator apostolski
- o. Johannes Damascus Jesacher OFM (1931 - 1947)
- o. Vinzenz Maria Demetz OFM[7] (1947 - 1948) proprefekt, nie objął urzędu
- bp Blasius Kurz OFM[8] (1948 - 1973) de facto wyjechał z komunistycznych Chin w 1949, nie miał po tym czasie realnej władzy w prefekturze
- sede vacante (być może urząd prefekta sprawowali duchowni Kościoła podziemnego) (1973 - nadal)
  - abp Methodius Qu Ailin (2012 - nadal) administrator apostolski; arcybiskup Changshy

### Antyprefekci
Ordynariusz mianowany przez Patriotyczne Stowarzyszenie Katolików Chińskich nieposiadający mandatu papieskiego:
- bp Louis Li Zhenlin (1958 - pomiędzy 1966 a 1976)